# Бензики
Бензи́ки —  село в Україні, у Шосткинській міській громаді Шосткинського району Сумської області. Населення становить 4 особи.

## Географія
Село Бензики знаходиться у великому лісовому масиві, урочищі Великий Бір (сосна). Село складається з двох частин рознесених на 2 км. Біля села велике торф'яне болото.

## Назва
Назва хутору походить від вигуку, що означає падіння – «бендзь», як роз'яснює словник української мови Б. Грінченка. А ще точніше, за переказом, хутір отримав назву від прізвища першого свого хуторянина Бендзика, який переїхав з сусідньої Чапліївки.

## Символіка
На гербі зображені 2 зелені половини ялинки по боках, між якими в дзеркальному відображенні зображена чорна ялинка. На тлі чорної ялинки золотий ключ. Зелені ялинки це Урочище Великий Бір, чорна ялинка - болото Ошмань, в якому археологи знайшли купу скарбів (золотий ключ). Золотий ключ, це також посилання на видатного вченого В. Д. Огієвського який знайшов ключ до місцевих лісів. Крім того, ключ зроблений з метала і зображений в момент падіння (про напрямок руху ключа вказують обриси чорної ялинки), яке завершиться звуком «бендзь», - що веде нас до назви села.

## Історія
Хутір Бензик виник біля дубини з південного краю Великого бору в чапліївському напрямку. Там і раніше жили люди. Археолог Абрамов віднайшов у 1908 р. біля Бензиків тисячолітній курган сіверян, який й досі бензиківці називають шведською могилою. Такі кургани були навколо всього Великого клишківського болота, що в давнину було Великим озером, заселеним сіверцями. Підтвердженням тому є віднайдений півтора століття тому, у 1880-х рр., в болоті Ошмань біля Тур-Гори, за 3 км від Бензиків, великий човен, видовбаний з товстезного дубу. Човен був увесь чорний, дуже міцний. Це не якась там крихка вінеціянська гондола, а наш потужний сіверський корабель, що зберігається в товщі болотного торфу.
У 2002 р. дещо праворуч, східніше Бензиків в бік болота, знайшли гарматне ядро. А зовсім недавно віднайшли там шведську пряжку. За переказом, в болоті Ошмань заблукали шведи в 1708 р. під час «Північної війни» й потрапили в полон. Позаторік знайшли срібні копійки царя Івана Грозного 1550-х років, за кілометр від Бензиків в бік Чапліївки, ліворуч шляху біля пересохлого ставка (колишній хутір Ставок). Копійки підтверджують проходження Путивльського шляху в XVI столітті древнім Київським шляхом.
Дорога до Бензиків була завжди доглянута, бо ще в ХІХ столітті значилася в документах Генерального штабу 1865 р. воєнною, що поєднувала Орловську та Полтавську губернії. Дільниця цієї дороги від Пирогівки до Обтова проходила через Собич та Чапліївку. Її довжина становила 38 верст 92 сажні, з яких 1 верста 358 сажнів проходили гатями, мостищами, тобто по вимощеній колодами дорозі через болота на Осоті, Есмані та Реті.
За даними 1859 р., в казенному хуторі Бензики було 3 двори, де проживало 44 мешканці (20 ч., 24 ж.). Також в даних 1859 р. вказані ще три нові казенні хутори: Ставок, Стражників та Богаєвського. Вони також позначені на триверстовій карті 1863 р. вище та нижче Бензиків на колишньому Київському шляху. У хуторі Ставок було 2 двори, 8 мешканців (2 ч., 6 ж.), у хуторі Стражників – 4 дв., 33 мешканця (15 ч., 18  ж.), у хуторі Богаєвського – 1 дв., 6 мешканців (2 ч., 4 ж.).  
У 1880-х рр. з’явився новий найближчий до Бензиків хутір Чашевський. У 1897 р. в Чашевському хуторі було 5 дворів, 40 мешканців, у Бензиках – 14 дворів, 70 мешканців. Хутір Бензики вказано на Бардаковому болоті. Отже, Бензики просунулися своїми хатами на північ в бік Бардакового болота (нині Ягідне). 
Хутори Бензики й Чашевський (Чаші) й надалі зростали, зростала й кількість дітей в них. За переказом, хутірських дітей навчав грамоті об’їзчик Собицького лісництва, відставний солдат Семен Семенович Перелука з хутора Чаші, який заснував там приватну школу. Зберіглася добра пам'ять про першого в історії Бензиків вчителя. 
За статистичними даними 1926 р. в хуторі Бензики вже було 37 дворів, 170 мешканців (82 ч., 88 ж.), у хуторі Чашево було 2 двори, 11 мешканців (5 ч., 6 ж.). Хутори підпорядковувалися Чапліївській сільраді Шосткинсього району.
На карті 1940 р. позначені лише Бензики, де було 32 двори. У Бензиках діяв колгосп імені льотчика Чкалова. Старожили кажуть, що у війну німці підбили в небі над Бензиками аж два літака з червоними зірками на крилах, перший впав неподалік в лісі, другий – в болото, льотчики загинули, поховані в Бензиках. Зовсім недавно, в 1990-х рр., металошукачі віднайшли за бензиківським болотом у лісі  гармату, яку закопали червоноармійці в 1941 р., коли відступали за Десну. У 1960 р. село Бензики підпорядкували Тиманівській сільраді й воно потрапило в неперспективне, тобто  без права на своє майбутнє. У 1974-1976 рр. збудували дорогу з твердим покриттям 16 км від Чапліївки до Тиманівки й далі до Бензиків. Нині в Бензиках проживають лише з десяток мешканців разом з дачниками.

## Населення
Згідно з переписом УРСР 1989 року чисельність наявного населення села становила 62 особи, з яких 25 чоловіків та 37 жінок.
За переписом населення України 2001 року в селі мешкало 26 осіб. 100 % населення вказало своєю рідною мовою українську мову.

## Пам'ятки
Урочище Великий Бір створене 1978 року. Площа 1231 га. Шосткинський держлісгосп, Собицьке лісництво, кв. 25 – 27, 29, 35, 36, 39 – 41, 46. Цінний лісовий масив на лівобережжі Десни, де охороняються соснові насадження, створені в 1912 – 1916 роках відомим українським лісівником В. Д. Огієвським.
У 1898 р. хутір Глибокий Колодязь (наразі не існує) став опорним пунктом науково-дослідницьких робіт Василя Дмитровича Огієвського у Великому Бору. Хутір Глибокий Колодязь знаходився на дорозі, що прямувала із Собича на Тиманівку просікою у Великому Бору. Свою назву хутір отримав від розташованого поряд колодязя, глибиною у 60 сажнів, а це майже 130 метрів дерев’яного зрубу зануреного у товщу суцільного піску. За спогадами старожилів, зруб був шестигранний з метрових колод, воду підіймали з колодязя кінним приводом, тобто поворотним колом, двома трьохвідерними дубовими цебриками, один цебрик йшов догори, другий – донизу. Огієвський привозив до хутора насіння (шишки) найкращої сосни з 67 повітів, 30 губерній Московської імперії, від сибірського Кургана на сході до прибалтійської Курляндії на заході. За спогадами собицького лісничого Семена Семеновича Перелуки (1870-1965), Огієвський заклав розсадники на 66 дослідних ділянках, розташованих у 12 кварталах, де вів свою наукову роботу. З розсадників було висаджено понад 200 географічних варіантів сосни звичайної. За переказом, якщо вранці робітники отримували наряд на роботу від Огієвського, то вже у вечері отримували гроші за неї. Кажуть, що насіння сосни вони висаджували в лунки суворо по шнурку рівними рядками.
Після закінчення ІІ світової війни війні хутір поступово занепав, робітники перевезли свої хати знову в свої села, бараки згоріли, колодязь провалився. На сьогодні маємо зарослу кущами ямку від колодязя, праворуч дороги на Тимонівку за сотню метрів від колишнього центру хутора на перехресті чотирьох кварталів 35,36,39 та 40, там де нині встановлена бесідка Грибок для перепочинку серед найстрункішого соснового лісу України.
У 1961 р. Собицьке лісництво з великої поваги до Василя Дмитровича Огієвського встановило у Великому Бору пам’ятник-обеліск до 100-річчя з дня його народження. Пам’ятник зроблено зі столітнього дубу, що зростав в дубині біля хутора Бензики. Пам’ятник стоїть за пів км від колишнього хутора Глибокий Колодязь, в 39 кварталі праворуч на місці робіт з висадки Огієвським нового лісу в 1912-1916 рр. Тож цінуймо єдиний в світі музей-заповідник живої цариці поліського  лісу СОСНИ. 